# Бирлад (плато)
Бирлад (Podişul Bârladului) — плато на сході Румунії, в румунській Молдові, середня частина Молдовської височини.
Висота до 561 м над морем. Складено вапняками, пісковиками і глинами неогенового віку. Сильно розчленовано густою мережею глибоко врізаних річок, що відносяться до басейну Лозини, Сірета і Бирлада; поширені яри. Межиріччя переважно плоскі. Ліси буків і дубових. Тваринництво, садівництво, виноградарство.